# سرعوف صحراوي مصري
سرعوف صحراوي مصري أو فرس النبي صحراوي مصري (باللاتينية: Heteronutarsus aegyptiacus) ، هو نوع من الحشرات ينتمي إلى سرعوفيات (رتبة: Mantodea) .